# Кляп

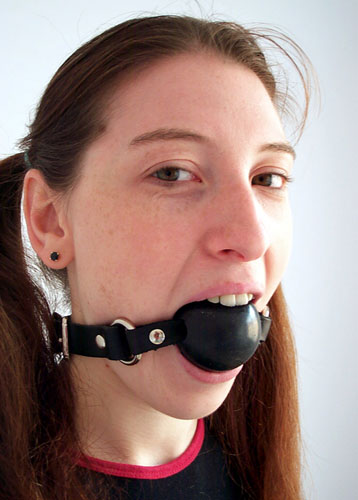
Шариковый кляп

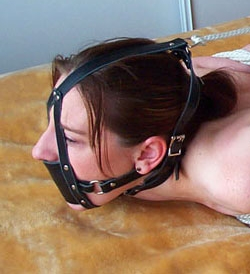
Кляп — маска

Кляп — вставляемое в рот приспособление для лишения человека возможности издавать громкие звуки и произносить членораздельные слова.

## История
Исторически, кляп использовался как орудие пытки и наказание. В конце XIX — начале XX века на страницах «Энциклопедического словаря Брокгауза и Ефрона» этот предмет был описан так:
Кляп — клин, который в старину вкладывали в рот преступнику, чтобы не дать ему говорить с народом, когда его везли на казнь; отсюда народная поговорка: «Кляп тебе в рот».

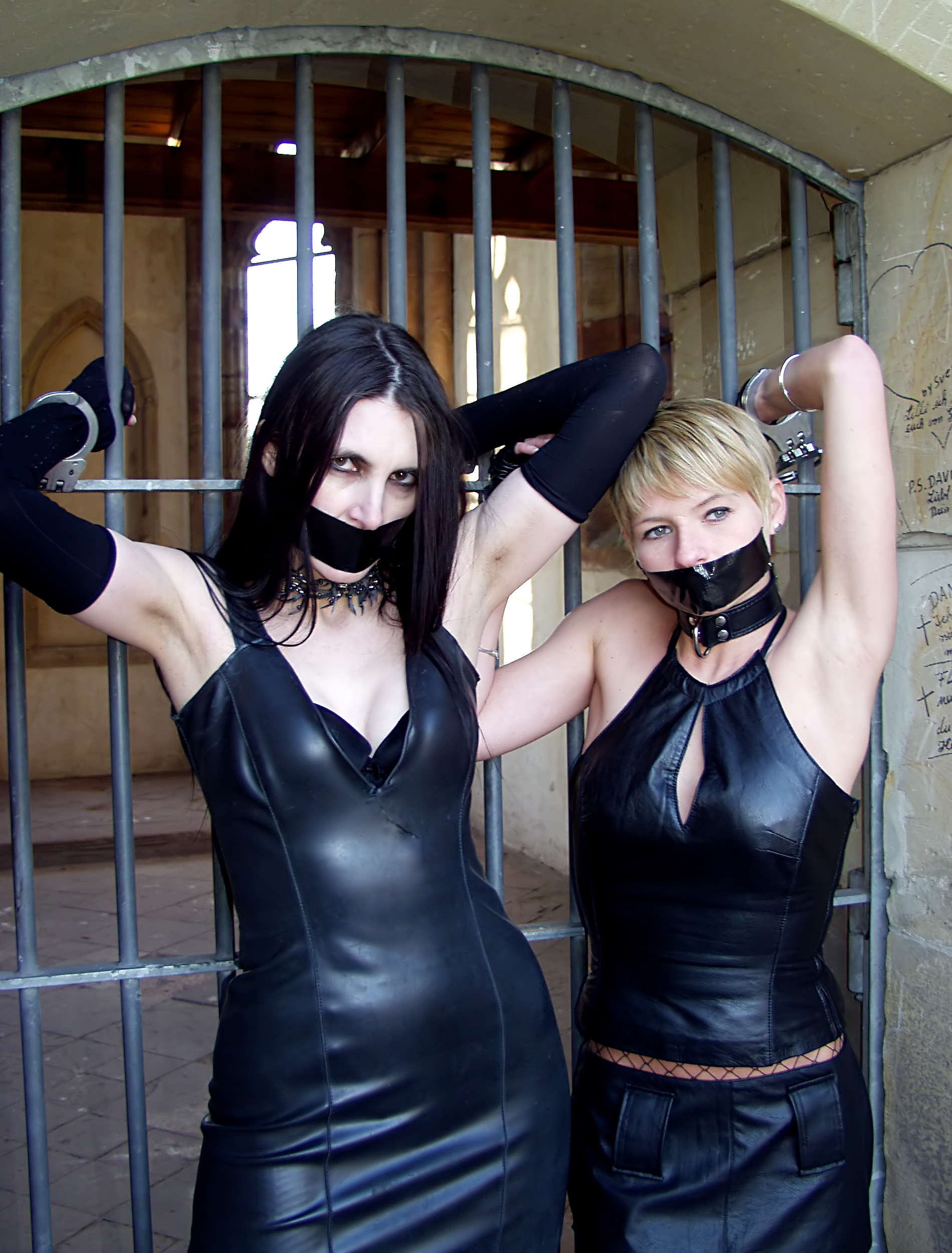
Кляп — лента

Применялись кляпы разной конструкции и из разных материалов (дерева, кожи, металла и т. п.).

## Кляп в БДСМ
Кляп неразрывно связан с субкультурой БДСМ, так как является инструментом психологического унижения и физического наказания. Кляп в практике БДСМ используется не только для лишения возможности произносить звуки, но и для других целей. В ролевых играх специальные кляпы служат также для управления (например, в пони-плей — для управления партнёром, изображающем лошадь). Особые кляпы используются для игр в принуждение к оральному сексу (распорки в рот). Чаще всего применяются шариковые кляпы (англ. ball-gag), представляющие собой каучуковый либо пластиковый шар, помещаемый в рот партнёра и фиксируемый ремнём или лентой. Широко используется в практике бондажа. В большом количестве фигурируют в графических произведениях тематики БДСМ. К специализированным кляпам можно отнести также надувные кляпы и маски со встроенным кляпом. В ролевых играх в ребёнка используют соску-кляп.

## Кляп в кинематографе
БДСМ-кляп часто используется в кинематографе. В частности в сценах похищения. Несмотря на его непрактичность для криминальной подоплёки сюжета, кинематографисты часто снимают подобные сцены с его использованием. Одним из таких фильмов стал Исчезновение Элис Крид с Джеммой Артертон в главной роли.